# William Marmon Quao Halm
William Marmon Quao Halm fue un economista y diplomático ghanés.
- Halm William Marmon Quao fue hijo de Sophia Clerk y un prominente financiero y magnate de los negocios.
- Después de la educación en la Escuela Wesley en Acra, seguido de la Escuela Secundaria los wesleyanas Boys 'en Freetown, Sierra Leona
- A principios de 1925 volvió a Acra para ayudar a manejar el negocio de su padre - el Transporte y Acarreo de la empresa Gold Coast, los exportadores de cacao y la madera e importadores de mercancías en general. La compañía también tenía intereses de transporte, finanzas e inversiones.
- En 1926, el joven emprendedor Halm fue enviado a Suiza por su padre para obtener más información sobre negocios y finanzas inversión.
- Allí recibió la noticia de la muerte repentina de su padre. Volvió a Acra para hacerse cargo de la empresa familiar.
- Hasta 1950 W.M.Q. Halm era un miembro principal y el Tesorero de la en:United Gold Coast Convention.
- En 1950, dejó el UGCC para unirse al recién formado en: Convention Peoples Party de Kwame Nkrumah, y se convirtió en el primer presidente de la sección de Acra.
- En agosto de 1953 fue designado presidente del Industrial Development Corporation, una sociedad holding recién formado para coordinar las actividades industriales.
- Poco después de la independencia fue director general de la Black Star Shipping Line.
- Halm ingresó al Servicio Exterior y Diplomática de Ghana en agosto de 1958, cuando fue nombrado primer embajador de Ghana a Israel.
- De agosto de 1958 al 27 de octubre de 1959 fue embajador en Tel Aviv (Israel).
- Del 06 de octubre de 1959/27 de octubre de 1959 al 05 de octubre de 1962 fue embajador en Washington D. C.
- Del 05 de octubre de 1962 al 13 de agosto de 1965 fue director del Bank of Ghana.[2]